# Fédération du Zimbabwe de football
La Fédération du Zimbabwe de football (Zimbabwe Football Association (en) ZIFA) est une association regroupant les clubs de football du Zimbabwe et organisant les compétitions nationales et les matchs internationaux de la sélection du Zimbabwe.
La fédération nationale du Zimbabwe est fondée en 1965. Elle est affiliée à la FIFA depuis 1965 et est membre de la CAF depuis 1980.